# Kościół św. Urszuli w Krakowie
Kościół św. Urszuli – XVII-wieczny kościół w Krakowie, na rogu dzisiejszych ulic św. Jana 22 i św. Marka 14. Kościół został zamknięty w 1812 roku, później przerobiony na teatr, następnie kamienicę mieszkalną, później sąd powiatowy, a w 1929 przejęty przez Polską Akademię Umiejętności

## Historia
W 1609 zamożny krakowski mieszczanin Walerian Montelupi sprowadził do Krakowa zakon bonifratrów darując im dom znajdujący się na rogu dzisiejszych ulic św. Jana i św. Marka. W 1610 zakonnicy dokupili sąsiednią kamienicę, a 27 sierpnia 1615 biskup krakowski Piotr Tylicki wydał akt fundacyjny szpitala św. Urszuli wraz z kaplicą (w tym akcie pod wezwaniem św. Jana z Matty). Fundacja kościoła i szpitala bonifratrów miała być aktem dziękczynnym za wyleczenie w 1608 przez jednego z braci z ciężkiej choroby króla Zygmunta III Wazy.
Zbudowany wówczas kościół był budowlą murowaną, jednonawową, wzniesioną na planie prostokąta, sklepioną i krytą dachówką. Główna fasada (prosta, trójosiowa i dwukondygnacjowa) z głównym wejściem znajdowała się od strony ul. św. Marka (drugie wejście prowadziło do kościoła od strony ul. św. Jana). Na dachu wznosiła się sygnaturka. Zachował się do dzisiaj fragment malowideł na ścianie dawnego prezbiterium, co wskazuje, że przynajmniej część kościoła była zdobiona polichromią. Od zachodu przylegał do kościoła klasztor i szpital prowadzony przez bonifratrów. Pomieszczenia szpitalne (w tym apteka i laboratorium) znajdowały się na parterze budynku, na piętrze cele klasztorne i biblioteka. W XVII i XVIII wieku bonifratrzy pozyskali też trzy inne przylegające do kompleksu kamienice.
W połowie XVII w. znajdowały się w kościele trzy ołtarze. W 1675 biskup krakowski Mikołaj Oborski konsekrował w kościele cztery nowe ołtarze, w tym główny – św. Urszuli. W 1798 w świątyni znajdowało się już sześć ołtarzy.
W 1812 kościół zamknięto, a bonifratrzy na mocy dekretu księcia warszawskiego Fryderyka Augusta zostali przeniesieni na Kazimierz, do dawnego kościoła trynitarzy pod wezwaniem św. Trójcy.
Budynki przy ul. św. Jana i św. Marka w 1818 kupił na licytacji kupiec Maciej Knotz, który urządził tam wozownię dla gości zajeżdżających do jego oberży (powstałej w miejscu położonego w pobliżu dawnego klasztoru bernardynów). W 1830 Knotz wydzierżawił budynek Janowi Mieroszewskiemu, dyrektorowi policji Wolnego Miasta Krakowa. Ten dostosował wnętrze kościoła i uruchomił tu teatr (pierwsze przedstawienie miało miejsce 30 grudnia 1830). Mieroszewski już wkrótce odstąpił go Juliuszowi Pfeiferowi. Teatr działał tutaj do 1842, gdy przeniesiony został do budynków, w których obecnie funkcjonuje Stary Teatr.
Po zamknięciu teatru dom gruntownie przebudowano w latach 1844–1845 z przeznaczeniem na kamienicę mieszkalną. W 1877 budynek stał się siedzibą szkoły realnej, a w 1896, po kolejnej przebudowie, sądu powiatowego. W 1929 budynek zakupiła Polska Akademia Umiejętności, która przyłączyła go do swojego kompleksu znajdującego się przy ul. Sławkowskiej, jednak z zachowaniem odrębności nieruchomości .

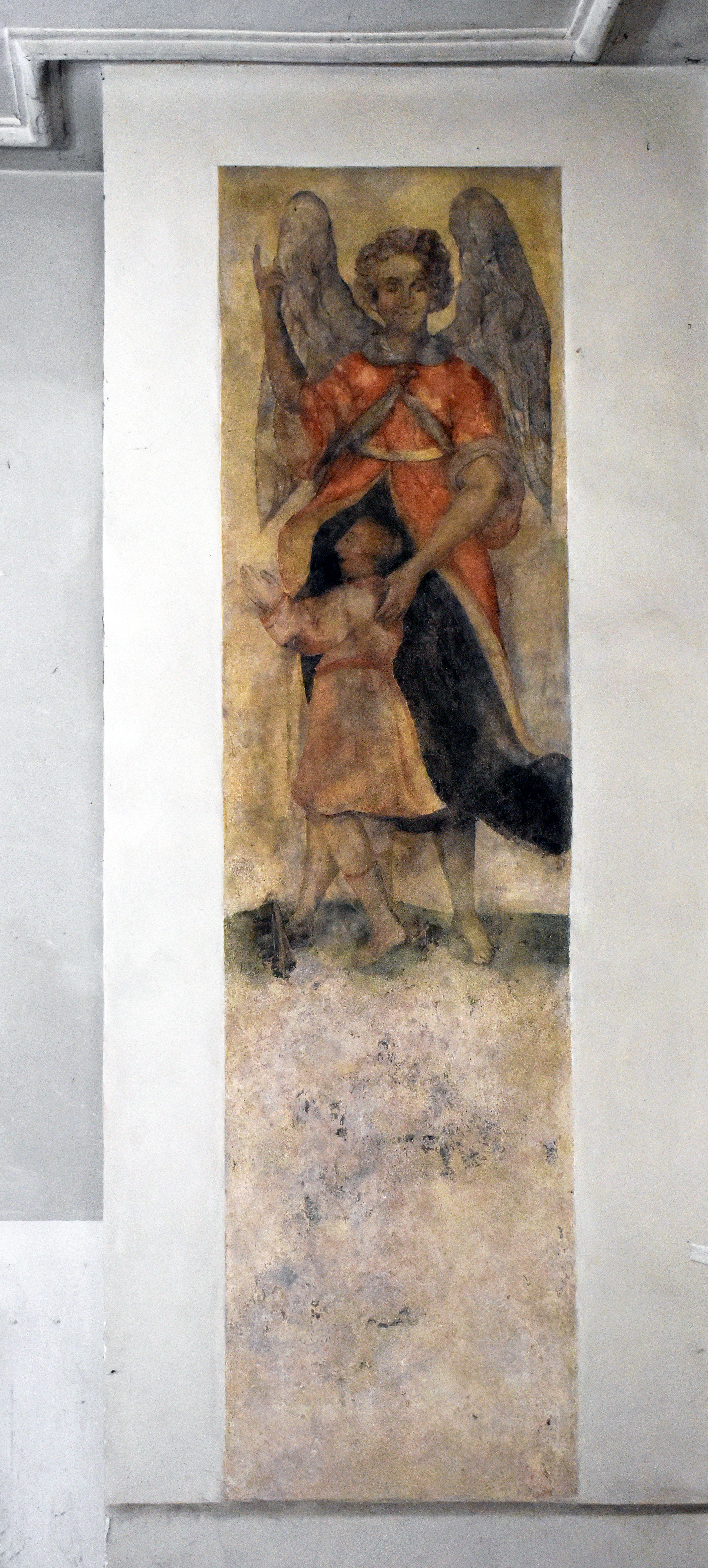
Archanioł Rafał. Polichromia z dawnego prezbiterium kościoła, znajdująca się w sieni budynku. Prawdopodobnie z 1609 roku
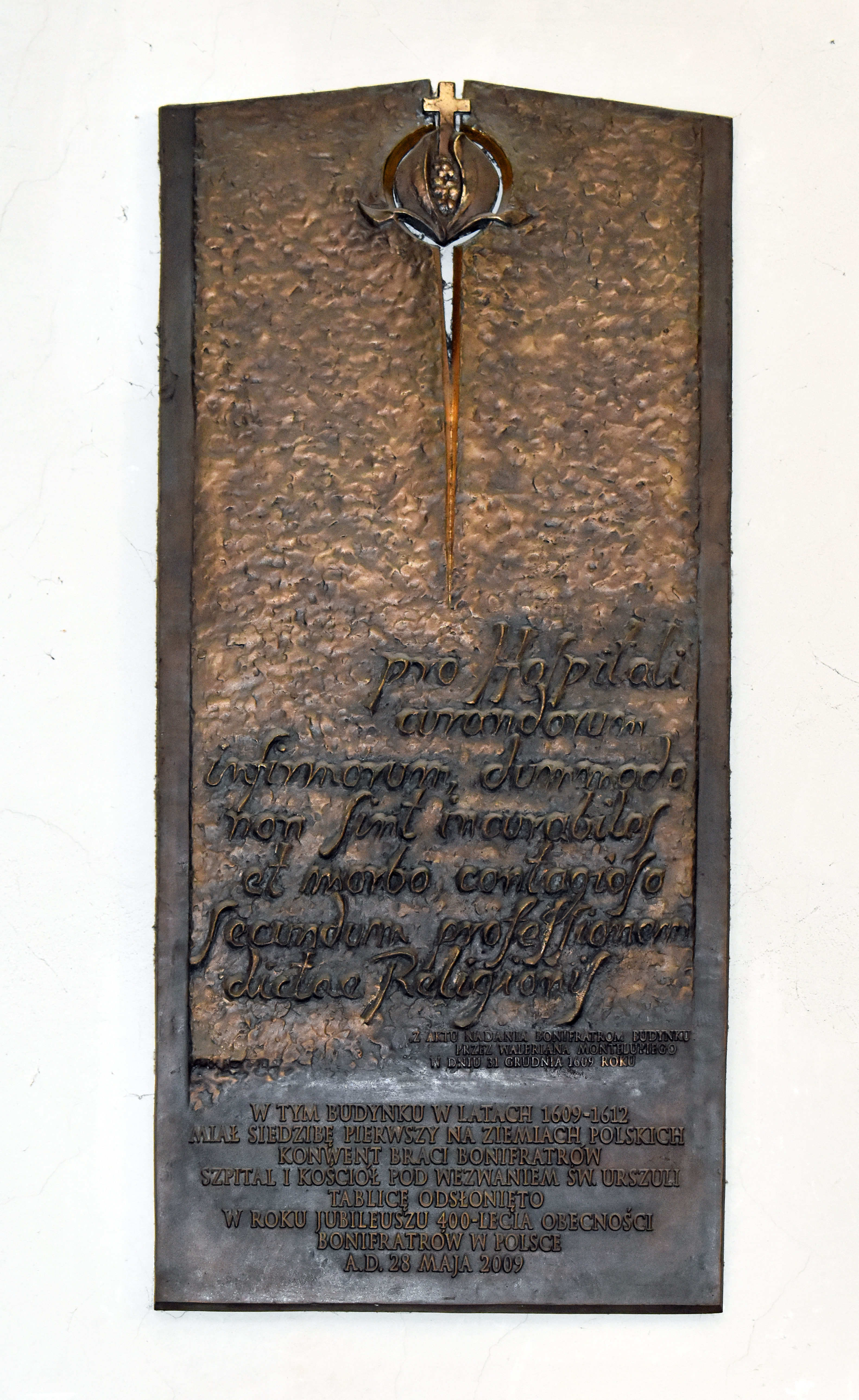
Tablica pamiątkowa 400-lecia bonifratrów w Polsce, znajdująca się w sieni budynku